# Joseph Augustine Charanakunnel
Joseph Augustine Charanakunnel (* 6. Juni 1938 in Edamattam) ist ein indischer, römisch-katholischer Geistlicher und emeritierter Erzbischof von Raipur.

## Leben
Joseph Augustine Charanakunnel empfing am 15. Mai 1975 die Priesterweihe.
Papst Johannes Paul II. ernannte ihn am 21. November 1992 zum Bischof von Raipur. Der Erzbischof von Bhopal, Eugene Louis D’Souza MSFS,  spendete ihm am 7. Februar des nächsten Jahres die Bischofsweihe; Mitkonsekratoren waren Leobard D’Souza, Erzbischof von Nagpur, und Joseph Pallikaparampil, Bischof von Palai.
Mit der Erhebung zum Erzbistum am 27. Februar 2004 wurde er zum Erzbischof von Raipur ernannt.
Am 3. Juli 2013 nahm Papst Franziskus seinen altersbedingten Rücktritt an.